# Олисаев, Заурбек Олегович
Заурбек Олегович Олисаев (2 февраля 1994, Владикавказ, Россия) — российский футболист, защитник, полузащитник.

## Биография
Воспитанник академии футбола имени Юрия Коноплёва (Тольятти), выступал за юношескую сборную России. В 2012 году перешёл в клуб премьер-лиги владикавказскую «Аланию», провёл 12 матчей в молодёжном первенстве. За главную команду сыграл один матч — 27 сентября 2012 вышел на 87-й минуте в матче 1/16 Кубка России против «Тюмени» (1:2). В 2013—2016 годах играл за клубы ПФЛ «Торпедо» Армавир (2013), «Нефтехимик» Нижнекамск (2014—2015), МИТОС Новочеркасск (2015), «Спартак» (Владикавказ) (2016). В марте 2017 перешёл в клуб чемпионата Молдавии «Дачия».